# چیپینگ نورتون (نیو ساوت ولز)
چیپینگ نورتون (به انگلیسی: Chipping Norton) یک حومه شهر در استرالیا است که در نیو ساوت ولز واقع شده‌است.